# Max Weinreich
Max Weinreich (en ruso: Мейер Лазаревич Вайнрайх, Méyer Lázarevich Vainraij; Kuldīga, gobernación de Curlandia, Imperio ruso, ahora en Letonia; 22 de abril de 1894-Nueva York, Estados Unidos; 29 de enero de 1969) fue un lingüista especializado en sociolingüística y en yidis; además, es el padre de Uriel Weinreich, editor del Modern Yiddish-English English-Yiddish Dictionary.

## Biografía
Comenzó sus estudios en una escuela alemana en Kuldīga, para, tras cuatro años, ingresar en el Gymnasium ruso en Libava. Vivió entonces en Daugavpils and Łódź. Entre 1909 y 1912, residió en San Petersburgo, donde asistió al Gymnasium privado para chicos de I.G. Eizenbet. Había crecido en una familia de lengua alemana, pero llegó a estar fascinado con el Yiddish.
En los primeros años veinte, Weinreich vivió en Alemania y siguió estudios de Lingüística en las universidades de Berlín y Marburgo. En 1923, bajo la dirección del lingüista alemán Ferdinand Wrede presentó en Marburg, su tesis doctoral titulada “Studien zur Geschichte und dialektischen Gliederung der jiddischen Sprache” (Estudios sobre la historia y distribución dialectal de la lengua Yiddish ). La tesis fue publicada en 1993 bajo el título de Geschichte der jiddischen Sprachforschung (Historia de la Lingüística del Yiddish).
En 1925, Weinreich fue cofundador, junto a Nokhum Shtif, Elias Cherikover, y Zalmen Reyzen, del YIVO Instituto para la Investigación Judía (originalmente denominado Yidisher Visnshaftlekher Institut — Instituto Científico Yiddish). Aunque el instituto fue oficialmente fundado en Berlín en agosto de 1925 durante una conferencia, el centro de sus actividades se situó en Wilno (hoy Vilnius, Lithuania), en lo que finalmente llegaría a ser también su sede central. La primera oficina del YIVO en Vilnius, funcionaba en una habitación, en el apartamento de Weinreich. Recordado por su capacidad para liderar, dirigió la sección filológica en el periodo anterior a la Segunda Guerra Mundial.
Cuando comenzó la Segunda Guerra Mundial en 1939, Max Weinreich estaba en Dinamarca junto a su esposa, Regina Shabad Weinreich (hija del médico y líder judío en Vilna Zemach Shabad), y a su hijo mayor Uriel. Regina volvió a Vilnius, pero Max y Uriel se marcharon de Europa, llegando a Nueva york en marzo de 1940. Su esposa y su hijo pequeño Gabriel se unieron a ellos durante el breve periodo en el que Vilnius fue independiente Lituania.  Weinreich fue profesor de Yiddish en el City College y estableció el YIVO también en New York.

## Publicaciones
Weinreich tradujo al yiddish a Sigmund Freud y a Ernst Toller.
Weinreich suele ser citado como autor de una simpática sentencia acerca de la distinción entre lengua y dialecto: "Una lengua es un dialecto con un ejército y una flota" ("אַ שפראַך איז אַ דיאַלעקט מיט אַן אַרמײ און פֿלאָט", "a shprakh iz a dialekt mit an armey un flot"), que fue referida por uno de los asistentes a sus clases.
Publicaciones en inglés:
- History of the Yiddish Language (Volumes 1 and 2) ed. Paul (Hershl) Glasser. New Haven: Yale University Press, 2008.[9]
- Hitler's professors: the Part of Scholarship in Germany's Crimes Against the Jewish People.  New Haven: Yale University Press, 1999.
- History of the Yiddish language.  trans. Shlomo Noble, with the assistance of Joshua A. Fishman. Chicago: University of Chicago Press, 1980. [Footnotes omitted.]

Publicaciones en yiddish y en alemán:
- Bilder fun der yidisher literaturgeshikhte fun di onheybn biz Mendele Moykher-Sforim, 1928.
- Das Jiddische Wissenschaftliche Institut ("Jiwo") die wissenschaftliche Zentralstelle des Ostjudentums, 1931.
- Fun beyde zaytn ployt: dos shturemdike lebn fun Uri Kovnern, dem nihilist, 1955
- Geschichte der jiddischen Sprachforschung. herausgegeben von Jerold C. Frakes,  1993
- Di geshikhte fun beyzn beyz, 1937.
- Geshikhte fun der yidisher shprakh: bagrifn, faktn, metodn, 1973.
- Hitlers profesorn : heylek fun der daytsher visnshaft in daytshland farbrekhns kegn yidishn folk.  Nyu-York: Yidisher visnshaftlekher institut, Historishe sektsye, 1947.
- Mekhires-Yosef: ... aroysgenumen fun seyfer "Tam ve-yashar" un fun andere sforim ..., 1923.
- Der Onheyb: zamlbukh far literatur un visnshaft, redaktirt fun D. Aynhorn, Sh. Gorelik, M. Vaynraykh, 1922.
- Oysgeklibene shriftn, unter der redaktsye fun Shmuel Rozhanski, 1974.
- Der oytser fun der yidisher shprakh fun Nokhem Stutshkov; unter der redaktsye fun Maks Vaynraykh, c. 1950
- Praktishe gramatik fun der yidisher shprakh F. Haylperin un M. Vaynraykh, 1929.
- Shtaplen fir etyudn tsu der yidisher shprakhvisnshaft un literaturgeshikhte, 1923.
- Shturemvint bilder fun der yidisher geshikhte in zibtsntn yorhundert
- Di shvartse pintelekh.  Vilne: Yidisher visnshaftlekher institut, 1939.
- Di Yidishe visnshaft in der heyntiker tsayt. Nyu-York: 1941.

### Libro homenaje
- For Max Weinreich on his seventieth birthday; studies in Jewish languages, literature, and society, 1964.